# 모모치 아키라
모모치 아키라(일본어: 百地章, 1946년~)는 일본의 헌법학자로, 시즈오카현에서 태어났다.
일본의 헌법학계에서 다소 보수적인 학설을 세우고 있다. 특히 야스쿠니 신사의 공식 참배나 일본 내 외국인에 대한 참정권, 소위 거대 종교단체의 정치 및 선거 활동의 규제 여부에 대해서 “일본의 국익”을 중시하는 학설을 주장하고 있다.
여성천황의 문제에서도 남계천황의 유지를 주창하고 있으며, 히노마루와 기미가요에 대한 일본 내의 교원 단체의 반대에 대해서는 “방해활동”이라고 지적한 바가 있다.
교토 대학 석사과정을 수료하고, 법학 박사 학위를 취득했다. 이후 에히메 대학 교수와 니혼 대학 교수를 지냈다.

## 주요 저서
- 《헌법과 정교분리》憲法と政教分離, 1991년
- 《정교분리란 무엇인가 - 쟁점의 해명》政教分離とは何か 争点の解明, 1997년
- 《야스쿠니와 헌법》靖国と憲法, 2003년
- 《헌법의 상식, 상식의 헌법》憲法の常識 常識の憲法, 분게이슌주 분슌 신서, 2005년
- 《영주외국인의 참정권 문제》永住外国人の参政権問題